# Ramón Irigoyen
Ramón Irigoyen (Pamplona, 9 de julio de 1942) es un escritor, traductor, helenista y periodista español.

## Biografía
Estudió en el Seminario que luego abandonó para estudiar lenguas clásicas. Se licenció en Filología Clásica por la Universidad de Salamanca y vivió en Atenas entre 1966 y 1969 como profesor de español en su universidad. Vuelto a España enseñó latín de la Universidad de Navarra (1972-1973) y en el Colegio Universitario de La Rioja hasta que abandonó la docencia en 1986 y se instaló en Madrid para convertirse en escritor profesional.
Como poeta gusta de épater le bourgeois con un lenguaje libre, a veces agresivo y lleno de rabia, otras veces con ternura y con unos versos repletos de chistes, blasfemias y tacos, como contrapunto a los novísimos.
Como letrista, ha colaborado con Mocedades, Rosa León, Mango y el músico sinfónico Agustín González Acilu.
En 1992 hizo la versión de Medea de Eurípides para un espectáculo de la Olimpiada Cultural de Barcelona dirigido por Núria Espert. En 2001 hizo la versión de Las Troyanas de Eurípides para un espectáculo de Teatres de la Generalidad Valenciana codirigido por Irene Papas y por la compañía teatral La Fura dels Baus, que se reestrenó en Roma en septiembre de 2003; en 2008 el Teatro Español estrenó la misma versión dirigida por Mario Gas. Ha colaborado en 23 diarios de información general, en radio (Cadena COPE, Cadena SER y Radio Nacional de España) y en Telemadrid.
Su obra ha sido traducida a diez lenguas.
Como narrador ha publicado Inmaculada Cienfuegos y otros relatos y Un placer inconfesable, libro compuesto por relatos escritos desde 1980, de los cuales solo la primera parte permanecían inéditos. 
Es, además, un reconocido traductor de griego. A esta labor le debemos Poemas, de Constantino Cavafis; Ocho poetas griegos del siglo XX, Orientaciones, de Odiseas Elitis y Medea, de Eurípides.
Como filósofo ha publicado Una pequeña historia de la filosofía (Oniro, 2008) en clave satírica, donde califica a Platón de gánster y delincuente, y a Heidegger de enfermo mental, entre otros juicios; por otro lado, ensalza a las filósofas, que acompaña con teorías como la que sostiene que quien no es feminista es un peligro público.[cita requerida]

## Premios y reconocimientos
- En 1983 obtuvo un Premio de Relatos Eróticos Play Boy con Un cuchillo en el pantano y

- En 1991 el XV Premio de Narraciones Breves “Antonio Machado” con el relato Curación milagrosa.
- En 2007 fue condecorado con el Escudo de la Universidad del Sur del Valle (Qena, Egipto).
- En 2007 la institución cultural To Cafeníon ton Ideón (El Café de las Ideas) le otorgó el Premio al Valor Ético por el conjunto de su obra en Salamina (Grecia).

## Obras

### Lírica
- Amor en carne muerta (1972)
- Versos de entretiempo (1976)
- Cielos e inviernos (1979)
- Los abanicos del Caudillo (1982)
- Romancero Satírico
- La mosca en misa
- Poesía reunida (1979-2011)

### Narrativa
- Inmaculada Cienfuegos y otros relatos
- Un placer inconfesable
- Fábulas de Grecia

### Historia
- Historia del virgo
- La locura de los césares.
- Las anécdotas de Roma
- Las anécdotas de Grecia (2000)

### Ensayo
- Una pequeña historia de la filosofía Oniro, 2008.
- Los clásicos en la empresa
- El humor de los amores
- Puñaladas traperas
- Madrid. Sus gentes, calles y monumentos
- Locas por el Ejército

### Traducciones
- Antología poética de C. P. Cavafis
- Ocho poetas griegos del siglo XX
- Medea de Eurípides
- Poemas de C. P. Cavafis
- Orientaciones de Odiseas Elitis
- Las Troyanas de Eurípides
- Prometeo encadenado de Esquilo
- Versión teatral de Las Troyanas de Eurípides.